# Ponta Grossa
Ponta Grossa är en stad och kommun i södra Brasilien och ligger i delstaten Paraná. Staden ligger vid Tibajifloden och hade år 2010 cirka 303 000 invånare vilket gör den till en av delstatens största städer. 
Ponta Grossa grundades den 15 september 1823, och bröt sig ur kommunen Castro den 6 december 1855 och bildade en egen kommun.

## Administrativ indelning
Kommunen var år 2010 indelad i fem distrikt:
- Guaragi
- Itaiacoca
- Piriquitos
- Ponta Grossa
- Uvaia